# Amanda Ledesma
Pour les articles homonymes, voir Ledesma.
Amanda Ledesma (31 décembre 1911 - 19 février 2000) est une actrice et chanteuse argentine. Elle apparaît dans plusieurs films de tango tels que El astro del tango (1940).

## Filmographie sélective
- Te besaré en la boca (1950)
- La rebelión de los fantasmas (1949)
- Contra la ley de Dios (1949)
- Ave de paso (1948)
- La viuda celosa (1946)
- Las casadas engañan de 4 a 6 (1946)
- Soltera y con gemelos (1945)
- Marina (1945)
- Cuando quiere un mexicano (1944)
- Amor último modelo (1942)
- Mañana me suicido (1942)
- La novela de un joven pobre (1942)
- Peluquería de señoras (1941)
- Si yo fuera rica (1941)
- Papá tiene novia (1941)
- El astro del tango (1940)
- De México llegó el amor (1940)
- El último encuentro (1938)
- Senderos de fe (1938)
- Melodías porteñas (1937)
- Canillita (1936)
- Dancing (1933)